# 台北捷運371型電車
台北捷運371型電車（たいぺいしょううん371がたでんしゃ）またはC371型電車は2006年から台北都会区大衆捷運系統（台北捷運）で運用されている通勤型電車。
捷運車両としては台湾国内で本格生産された初の形式となる。

## 概要
文湖線を除く路線で運用されている通常規格の高運量電車としては4世代目にあたり、301型に次ぐ日本製（川崎重工業製）。運用路線は松山新店線、中和新蘆線、新北投支線 （3両編成） 、小碧潭支線（3両編成） 。

### 沿革
2003年に複数の路線を対象とする車両入札で川崎重工業に一括発注されたが、投入時期によって2世代に大別され、2007年までに製造された台北捷運公司自身による追加調達用24編成144両（入札番号TA001）および小碧潭・新北投支線用の3連版が3編成9両（CH321A）と、2008年以降に製造された南港線延伸用4編成24両（CE361）、2010年代の蘆洲線用4編成24両（CE601）、新荘線用20編成（CK371）からなる。同仕様ながら車番の2桁目が前者159両が「3」（371-3型あるいは371型3系）、後者が「4」（371-4型あるいは371型4系）となっていて、後者のうち162両は台湾車輌による現地生産。
形式名はこれら台北市政府捷運工程局の機電工程入札番号のうち新荘線用のCK371が由来であり、形式番号と車両番号とは必ずしも一致しない（下記#編成参照）。
台灣車輛のステンレス車体製造技術の向上のために、12両がセミノックダウン方式で、25編成150両が完全ノックダウン方式で生産された。
2005年11月22日に川重兵庫工場で落成式典が行われ(p10)、12月に出荷された。
2006年7月22日より短編成タイプが小碧潭支線で、8月22日より6連タイプが淡水新店線で運用に入り始め、当時淡水線で運用されていた321型を置き換え、321型は全車板南線に転属となった。
321型電車がアンチロールバー取り付け座に亀裂、修繕の為運用ができなくなった2010年には、371型3編成が平日のラッシュ時のみ板南線の救済にあたった。

### 仕様
外観上は先に導入された301型と同一だが、主要機器、車内設備等が改良されている。電装品は三菱電機製のIGBT VVVFインバーター制御に、MGはSIV、ボルスタレスの空気ばね台車を採用し尾灯もLED式になっている。車内はセミクロスシートだが、先頭車両のみオールロングシートとなっている。座席は台湾企業の佳豊機械設計工業が製造している。
客室内の床面から天井までの高さは中間車が2,060mm、両端（DMC）が2,000mm
運転台のTCMS（運転情報管理システム、三菱電機製）の記憶容量は301型の24時間分から57時間分へと大幅に増加している(pp36-37)。
2017年7月末から全車両に無料Wi-Fi「.TPE-Free AD WiFi」が、翌2018年5月からは速度を向上した車内専用の「.TPE-Free AD WiFi-Car」のサービスを開始した。
| 中間車客室 |  | 先頭車（DM）客室 |
| 中間車客室 |  | 先頭車（DM）客室 |

| 転落防止ロープがある連結部 |  | ドアと行先表示 |
| 転落防止ロープがある連結部 |  | ドアと行先表示 |

## 編成
制御電動車 - 中間付随車 - 中間電動車の3連ユニットで2ユニットを前後に連結して4M2Tの6両編成としている。号車表記は当欄における便宜的なものであり、xxは奇数、yyは偶数を示す。
|                   | 371型          | 371型         | 371型           | 371型           | 371型         | 371型          | 備考 |
| 号車              | 1 DM1          | 2 T           | 3 M2            | 4 M2            | 5 T           | 6 DM1          | ;範例 - VVVF：主制御器（VVVFインバータ装置） - Rc：コンバータ装置 - Mtr：主変圧器 - HSCB：高速遮断器 - SIV：静止形インバータ - CP：空気圧縮機 - BC：補助電源用電池充電器 - ：車椅子固定装置 - ：無料Wi-Fi (2019年6月25日サービス終了) |
| 形式              | 13xx (Mc) 14xx | 23xx (T) 24xx | 33xx (M2) 34xx  | 33yy (M2) 34yy  | 23yy (T) 24yy | 13yy (Mc) 14yy | ;範例 - VVVF：主制御器（VVVFインバータ装置） - Rc：コンバータ装置 - Mtr：主変圧器 - HSCB：高速遮断器 - SIV：静止形インバータ - CP：空気圧縮機 - BC：補助電源用電池充電器 - ：車椅子固定装置 - ：無料Wi-Fi (2019年6月25日サービス終了) |
| 客室設備          | ,              |               |                 |                 |               | ,              | ;範例 - VVVF：主制御器（VVVFインバータ装置） - Rc：コンバータ装置 - Mtr：主変圧器 - HSCB：高速遮断器 - SIV：静止形インバータ - CP：空気圧縮機 - BC：補助電源用電池充電器 - ：車椅子固定装置 - ：無料Wi-Fi (2019年6月25日サービス終了) |
| 搭載機器(pp24-26) | VVVF,BC,HSCB   | CP,Mtr,SIV    | VVVF,BC,HSCB,CP | VVVF,BC,HSCB,CP | CP,Mtr,SIV    | VVVF,BC,HSCB   | ;範例 - VVVF：主制御器（VVVFインバータ装置） - Rc：コンバータ装置 - Mtr：主変圧器 - HSCB：高速遮断器 - SIV：静止形インバータ - CP：空気圧縮機 - BC：補助電源用電池充電器 - ：車椅子固定装置 - ：無料Wi-Fi (2019年6月25日サービス終了) |
| 車体重量(t)       | 40             | 35            | 39              | 39              | 35            | 40             | ;範例 - VVVF：主制御器（VVVFインバータ装置） - Rc：コンバータ装置 - Mtr：主変圧器 - HSCB：高速遮断器 - SIV：静止形インバータ - CP：空気圧縮機 - BC：補助電源用電池充電器 - ：車椅子固定装置 - ：無料Wi-Fi (2019年6月25日サービス終了) |
| 座席定員          | 22             | 66            | 66              | 66              | 66            | 22             | ;範例 - VVVF：主制御器（VVVFインバータ装置） - Rc：コンバータ装置 - Mtr：主変圧器 - HSCB：高速遮断器 - SIV：静止形インバータ - CP：空気圧縮機 - BC：補助電源用電池充電器 - ：車椅子固定装置 - ：無料Wi-Fi (2019年6月25日サービス終了) |
| 川崎重工          | 1301 : 1337    | 2301 : 2337   | 3301 : 3337     | 3302 : 3338     | 2302 : 2338   | 1302 : 1338    | ;範例 - VVVF：主制御器（VVVFインバータ装置） - Rc：コンバータ装置 - Mtr：主変圧器 - HSCB：高速遮断器 - SIV：静止形インバータ - CP：空気圧縮機 - BC：補助電源用電池充電器 - ：車椅子固定装置 - ：無料Wi-Fi (2019年6月25日サービス終了) |
| 川崎重工          | 1 DM1          | 2 T           | 3 DM2           |                 |               |                | |
| 川崎重工          | 1397 : 1399    | 2397 : 2399   | 3397 : 3399     |                 |               |                | |
| 川崎重工          | 1419 : 1429    | 2419 : 2429   | 3419 : 3429     | 3420 : 3430     | 2420 : 2430   | 1420 : 1430    | |
| 台湾車輌          | 1401 : 1417    | 2401 : 2417   | 3401 : 3417     | 3402 : 3418     | 2402 : 2418   | 1402 : 1418    | |
| 台湾車輌          | 1431 : 1465    | 2431 : 2465   | 3431 : 3465     | 3432 : 3466     | 2432 : 2466   | 1432 : 1466    | 431/432は外観色を除いてほぼ日本車両で完成 |

| 1次車の車両銘板 |  | 2次車の車両銘板 |  | 2次車の製造銘板 |
| 1次車の車両銘板 |  | 2次車の車両銘板 |  | 2次車の製造銘板 |

## 配属・運用
北投機廠(p12)
- ■新北投支線：399

新店機廠
- 松山新店線：301-338
- ■小碧潭支線：397、398

中和機廠、蘆洲機廠
- 中和新蘆線：401-466

## その他

### 特別仕様車
| 北投温泉仕様399編成 |  | 内装 |
| 北投温泉仕様399編成 |  | 内装 |

- 新北投支線用の399編成には内装、外装とも北投温泉をテーマにしたラッピングが施されている[24]。